# Бычок-бубырь
Бычок-бубырь (лат. Knipowitschia caucasica) — вид лучепёрых рыб семейства бычковых.

## Описание
Наибольшая длина тела 4—5 см. Продолжительность жизни около 2 лет. Тело невысокое, относительно толстое, уплощённое, несколько более вытянутое у самок, покрытое средней по размерам чешуёй, которая отсутствует на голове, на спине до окончания основания второго спинного плавника и на груди. Хвостовой плавник обычно закруглён, симметричный. Общий фон окраски от сероватого до желтовато- или буровато-коричневатого. Вдоль середины сторон тела обычно есть ряд достаточно крупных тёмных пятен. У взрослых самцов поперёк тела бывает 4—5 (по другим данным — до 10) тёмных полос и выразительная чёрное пятно в задней части первого спинного плавника, а у самок интенсивного чёрного цвета подбородок. У обоих полов на первом спинном плавнике 3—4 продольные тёмные полосы.

## Ареал
Распространение вида: Средиземное, Адриатическое, Эгейское, Чёрное, Азовское, Каспийское моря, интродуцирован в Аральское море.
Встречается в северо-западной части Чёрного моря (преимущественно в лиманах, в частности в Бугском, Березанском и других), отмечен у мыса Бурнас и Бугаза, в Ягорлицком и Тендровском заливах и так далее; в Азовском море, в частности в северо-западной и северной его частях (Геническ, Сиваш). Найден в Днепровском водохранилище и в верхнем течении Северского Донца.

## Биология
Морская придонная жилая рыба прибрежья. Наиболее эвригалинный вид из всех бычковых, встречается как в пресной воде, так и в гипергалинных заливах при солёности до 59,5—83 ‰. На зиму откочёвывает на глубокие места. Предпочитает солоноватую воду бухт, лагун, приморских озёр, лиманов и других мелководных участков с заиленным песчаным или илистым грунтом с зарослями подводной растительности. Половой зрелости достигает в возрасте 8—11 месяцев при длине тела от 2 до 2,4 см. Размножение с конца марта до августа. У самок длиной 2,2—3,9 см плодовитость составляла 358—1389 икринок. Нерест порционный, проходит на небольших глубинах при температуре воды 12—25 °С. Икра откладывается под створки моллюсков, камни, иногда на корни и стебли растений. Самец активно охраняет гнездо. При температуре воды 21—23 °С выклев личинок из икры происходит через две недели после её оплодотворения. Личинки ведут пелагический образ жизни и при длине тела около 10 мм превращаются в мальков, которые опускаются на дно. Питается зоопланктоном, мелкими личинками насекомых и ракообразными.